# Vaincre ou mourir (film, 1926)
Pour les articles homonymes, voir Vaincre ou mourir.
Pour plus de détails, voir Fiche technique et Distribution.
Vaincre ou mourir (Old Ironsides) est un film muet américain réalisé par James Cruze, sorti en 1926.

## Synopsis
Au début du XIXe siècle, l'USS Constitution est lancé dans le cadre d’un effort pour arrêter la piraterie en Mer Méditerranée. Pendant ce temps, un jeune homme déterminé à prendre la mer se lie d’amitié avec le capitaine du navire marchand Esther, et il rejoint son équipage. Quand le Esther atteint la Méditerranée, elle aussi, avec Constitution, s’implique dans la bataille contre les pirates.

## Fiche technique
- Titre original : Old Ironsides

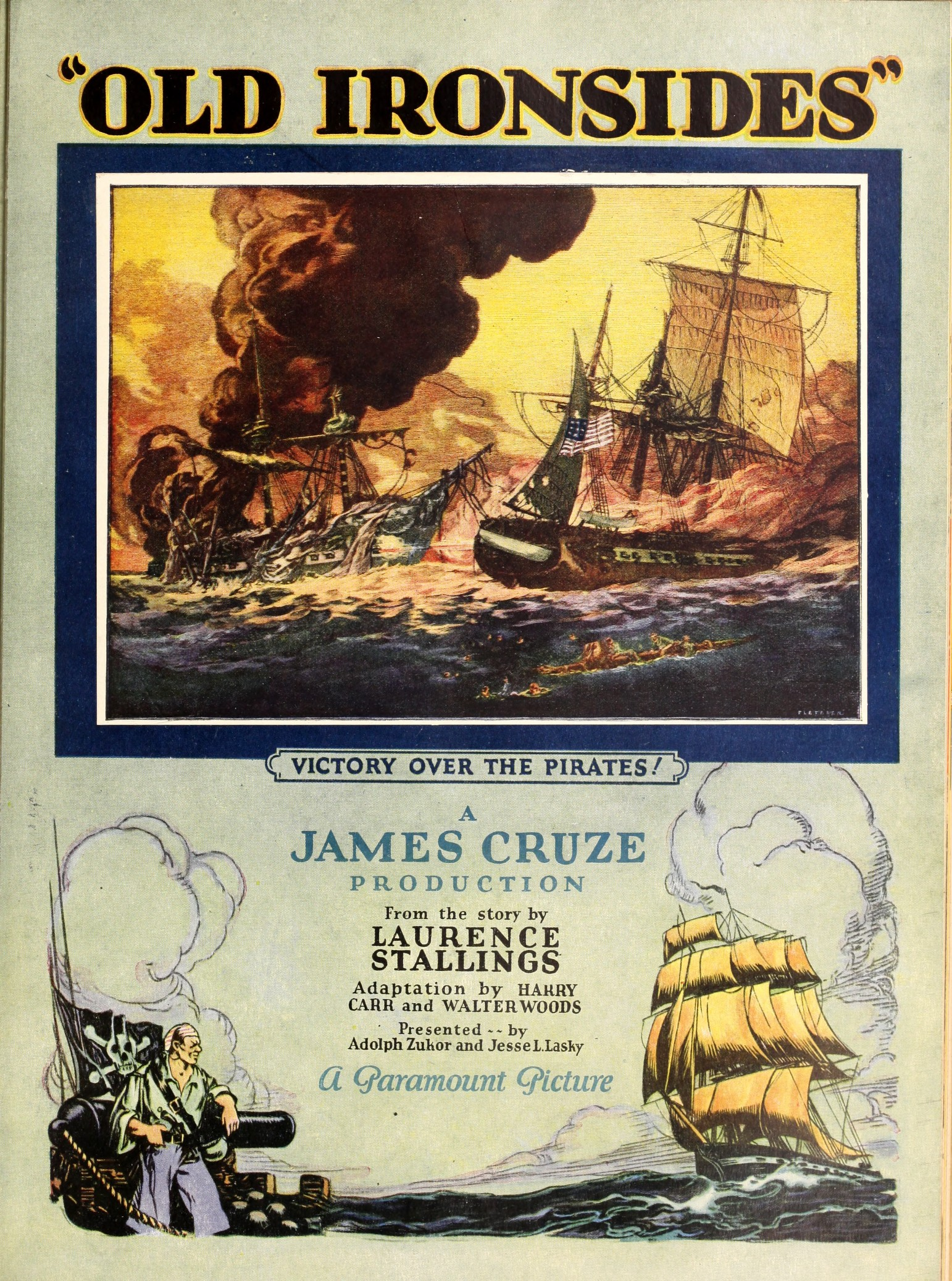
Annonce du film dans Motion Picture News.

- Titre français : Vaincre ou mourir
- Réalisation : James Cruze
- Scénario : Laurence Stallings, Rupert Hughes, Harry Carr et Walter Woods
- Société de production : Paramount Pictures
- Pays d'origine :  États-Unis
- Format : Noir et blanc — 35 mm — 1,33:1 — Film muet
- Genre : Film dramatique
- Durée : 111 minutes
- Date de sortie :
  - États-Unis : 6 décembre 1926

## Distribution
- Charles Farrell : Commodore
- Esther Ralston : Esther
- Wallace Beery : Bos'n
- George Bancroft : Gunner
- Charles Hill Mailes : Commodore Preble
- Johnnie Walker : Lieutenant Stephen Decatur
- Eddie Fetherston : Lieutenant Richard Somers
- Guy Oliver : Premier assistant
- George Godfrey : le cuisinier
- William Conklin : le père d'Esther

Parmi les acteurs non crédités :
- Richard Alexander : Marin
- Richard Arlen : Marin
- William Bakewell : Jeune de Philadelphie
- Gary Cooper : Marin
- Frank Jonasson : Capitaine pirate
- Duke Kahanamoku : Capitaine pirate
- Boris Karloff : Garde
- Fred Kohler : Deuxième second
- Tetsu Komai : Pirate
- Mitchell Lewis : Chef des pirates
- Robert Livingston : Marin